# Takkyū Ishino
Takkyū Ishino (jap. 石野卓球 Ishino Takkyū; ur. 26 grudnia 1967 w Shizuoka) – japoński DJ i producent muzyki elektronicznej. Prawdziwe imię: Fumitoshi Ishino (jap. 石野文敏 Ishino Fumitoshi).
Pochodzi z Japonii, gdzie zaczynał swoją karierę w zespole założonym wspólnie z kolegą z liceum, Pierre’em Takim. Nazywali się ZIN-SÄY! (jap. 人生). Wydali wspólnie kilka płyt. Członek składu techno-popowego Denki Groove działającego nieprzerwanie do dziś. Jest również właścicielem wytwórni Loopa, którą założył w roku 1998. Jego styl stanowi połączenie muzyki house, electro, minimal techno i innych gatunków. Sam Takkyū mówi o swoim stylu: sequential elektro tekno disko. Jego popularność nie ograniczyła się tylko do Azji. Grywał także w Europie m.in. na berlińskiej Love Parade oraz na Mayday Polska.

## Dyskografia

### Albumy
- 1995: Dove Loves Dub
- 1998: Berlin Trax
- 1999: Throbbing Disco Cat
- 2000: Karaokejack
- 2003: The Album
- 2004: Titles
- 2004: TitlesTitle#2+#3
- 2004: Titles#1
- 2010: Cruise

### EP/Single
- 1995: Dove Loves Dub 4 Tracks
- 1998: Galactik Pizza Delivery Vol. 1
- 1998: Loopa 000
- 1998: Montag EP
- 1999: Anna – Letmein Letmeout
- 1999: Matadors Of Techno
- 2000: Feeling
- 2001: Stereo Nights
- 2001: Suck Me Disco
- 2002: Come Baby
- 2002: Love Train
- 2004: The Rising Suns
- 2008: InK PunK PhunK